# Носов Ілля Миколайович
Ілля́ Микола́йович Но́сов (нар. 30 листопада 1993, Миколаїв, Україна) — український футболіст, нападник миколаївського «Суднобудівника».

## Біографія
У чемпіонаті України (ДЮФЛ) виступав за СДЮШОР (Миколаїв). Професіональну кар'єру розпочав у футбольному клубі «Миколаїв».
За миколаївську команду зіграв 14 офіційних матчів, тринадцять матчів у першості України серед команд першої ліги та один матч у кубку України.
У 2015 році підписав контракт із чернівецької «Буковиною». Але незабаром покинув чернівецьку команду, не провівши жодної гри у складі «Буковини». У вересні того ж року потрапив до складу «Енергії», за яку дебютував у матчі саме проти чернівчан. 3 червня 2016 року стало відомо, що Носов залишив «Енергію».
У липні 2016 року став гравцем миколаївського «Суднобудівника».